# Filtro HEPA

Partes de um filtro com tecnologia HEPA.

HEPA do inglês (High Efficiency Particulate Arrestance) é uma tecnologia empregada em filtros de ar com alta eficiência na separação de partículas.

## Função
Os filtros HEPA são compostos por uma malha de fibras dispostas aleatoriamente. As fibras são compostas de fibra de vidro, com diâmetros entre 0,5 e 2 µm. Os fatores mais importantes a considerar num filtro HEPA são o diâmetro das fibras, a espessura do filtro e a velocidade das partículas. O espaço entre as fibras é muito maior do que 0,3 µm, mas é incorreto o senso comum de que o filtro HEPA funciona como uma peneira, em que partículas menores do que a maior abertura podem passar por ele. Ao contrário dos filtros de membrana, em que partículas com a mesma largura da distância entre as fibras, os filtros HEPA são projetados para reter contaminantes e partículas muito menores.
Estas partículas são presas (aderem à fibra) por uma combinação dos seguintes mecanismos:
1. Interceptação: Onde as partículas que seguem um fluxo de ar entram em contato com uma fibra e aderem a ela.
2. Impacto: Onde as partículas de grandes dimensões não são capazes de evitar as fibras enquanto seguem um fluxo de ar e são levadas a um impacto direto com uma delas. Este efeito aumenta com a diminuição da separação entre as fibras e com o aumento da velocidade do fluxo de ar.
3. Difusão: Um mecanismo adicional, que é resultado da colisão de moléculas de gás com as partículas menores, especialmente aquelas com menos de 0,1 mícron, o que impede e retarda sua passagem através do filtro. Este comportamento é semelhante ao movimento browniano e aumenta a probabilidade de que uma partícula seja detida por um dos dois mecanismos anteriores. É o mecanismo dominante quando o fluxo de ar é lento.

A difusão predomina em partículas inferiores a 0,1 mícron de diâmetro. A interceptação e o impacto predominam em partículas de mais de 0,4 mícron. Entre esses valores, próximo ao tamanho de partícula mais penetrante (em inglês: Most Penetrating Particle Size - MPPS), 0,3 mícron, a difusão e a interceptação são comparativamente ineficientes. Como este é o ponto mais fraco do desempenho do filtro, as especificações HEPA utilizam a retenção destas partículas para classificar o filtro.
É importante observar que os filtros HEPA são projetados para reter com eficiência partículas muito finas, mas eles não filtram gases e moléculas odoríferas. As circunstâncias que exigem a filtragem de compostos orgânicos voláteis, vapores químicos, odores de cigarros, animais domésticos ou flatulências requerem o uso de filtros de carvão ativado em lugar ou em adição a filtros HEPA.

## Especificações
Os filtros HEPA, conforme definição da norma do Departamento de Energia dos Estados Unidos adotada pela maior parte das indústrias americanas, removem pelo menos 99,97% das partículas em suspensão de 0,3 mícron de diâmetro. A mínima resistência do filtro ao fluxo de ar, ou perda de carga, é normalmente especificada em torno de 300 Pa no seu fluxo nominal.
A especificação normalmente utilizada na União Europeia é a norma EN 1822:2009. Ela define diversas classes de filtros HEPA pela sua retenção na citada MPPS:
| classe HEPA | retenção (total) | retenção (local) |
| ----------- | ---------------- | ---------------- |
| E10         | > 85%            | ---              |
| E11         | > 95%            | ---              |
| E12         | > 99.5%          | ---              |
| H13         | > 99.95%         | > 99.75%         |
| H14         | > 99.995%        | > 99.975%        |
| U15         | > 99.9995%       | > 99.9975%       |
| U16         | > 99.99995%      | > 99.99975%      |
| U17         | > 99.999995%     | > 99.9999%       |

O filtro HEPA original foi projetado nos anos 1940 e foi utilizado no Projeto Manhattan para prevenir a propagação de contaminantes radioativos em suspensão no ar. Ele foi comercializado nos anos 1950, e o termo original se tornou uma marca registrada e um termo genérico para filtros altamente eficientes. Ao longo das décadas, os filtros evoluíram para satisfazer as demandas cada vez maiores de qualidade do ar em várias indústrias de alta tecnologia, como a aeroespacial, farmacêutica, hospitais e cuidados para a saúde, combustíveis nucleares, energia nuclear e microcircuitos eletrônicos (chips para computadores).
Atualmente, uma classificação de filtro HEPA é aplicável a qualquer filtro de ar altamente eficiente que possa atingir a mesma eficiência mínima de filtragem e é equivalente à mais recente classificação NIOSH N100 para filtros de respiradores. O Departamento de Energia americano possui requisitos específicos para as suas aplicações de filtros HEPA. Além disso, começaram a utilizar a expressão de marketing “HEPA verdadeiro” para dar segurança aos consumidores de que seus filtros de ar são realmente certificados para se adequar aos requisitos HEPA.
Os produtos que afirmam serem “tipo HEPA”, “estilo HEPA” ou “99% HEPA” não satisfazem a este requisito e podem não ter sido testados em laboratórios independentes. Alguns desses filtros podem se aproximar razoavelmente da filtração HEPA, enquanto outros são significativamente inferiores.

## Aplicações biomédicas
Os filtros HEPA são críticos para evitar a propagação de bactérias e vírus através do ar e, portanto, de infecções. Tipicamente, os sistemas de filtro HEPA com fins médicos também incorporam sistemas de luz ultravioleta de alta energia para eliminar bactérias e vírus vivos aprisionados pelo elemento filtrante. Algumas unidades mais bem classificadas são capazes de reter até 99,995% de impurezas, o que assegura um alto nível de proteção contra a transmissão de doenças pelo ar.

## Aspiradores de pó
Muitos aspiradores de pó também utilizam filtros HEPA como parte dos seus sistemas de filtração. Isto é benéfico para portadores de asma e alergia, porque os filtros HEPA retêm as partículas finas (como pólen e fezes de ácaros) que desencadeiam os sintomas da asma e alergia. Para que um filtro HEPA em um aspirador de pó seja efetivo, o aspirador deve ser projetado de forma que todo o ar sugado pelo aparelho seja expelido através do filtro, sem que parte do ar vaze. Isto é frequentemente chamado de “HEPA selado” ou o mais vago “HEPA verdadeiro”. Aspiradores de ar simplesmente designados “HEPA” possuem um filtro HEPA, mas não necessariamente todo o ar passa através dele. Finalmente, aspiradores comercializados como “tipo HEPA” geralmente utilizam filtro de construção similar ao HEPA, mas sem a eficiência de filtragem. Dada a alta densidade de um filtro HEPA, os aspiradores de pó HEPA requerem motores mais potentes para permitir o poder de limpeza adequado.
Os modelos mais recentes alegam serem melhores do que os modelos iniciais por serem “laváveis”. Geralmente os filtros laváveis são caros. Alguns fabricantes indicam o padrão do filtro como HEPA 4, sem explicar o seu significado. Isto se refere a sua classificação de “valor mínimo de eficiência” (em inglês: Minimum Efficiency Reporting Value – MERV), que é usada para indicar a capacidade do filtro de ar de remover a poeira do ar que passa por ele. O MERV é um padrão para medir a eficiência global de um filtro. A escala do MERV varia de 1 a 20, e mede a capacidade de um filtro para remover partículas de 10 a 0,3 mícrons. Filtros com classificações mais altas não só removem mais partículas do ar, como também removem partículas menores.

## Uso em veículos

### Aviação
Os aviões modernos usam filtros HEPA para reduzir a propagação de agentes patógenos através do ar recirculado.

### Automóveis
Alguns modelos novos de automóveis possuem filtros de ar da cabine que se parecem com filtros HEPA, mas não o são. A confusão é mantida por guias de troca de filtros que indicam erroneamente os filtros HEPA. O desempenho desses filtros é ocultado pelos fabricantes e é difícil de avaliar, uma vez que eles não são associados com o sistema MERV, mas geralmente permitem um desempenho equivalente ao MERV 8.